# Dyskografia Eminema
Dyskografia amerykańskiego rapera Eminema. Artysta wydał dwanaście albumów studyjnych, trzy kompilacje, trzydzieści siedem singli, pięć albumów wideo oraz jedną ścieżkę dźwiękową. Jego muzyka została wydana w wytwórniach płytowych sieci Web Entertainment i Interscope Records, wraz ze spółkami zależnymi Aftermath Entertainment, Goliath Artists i Shady Records.
Eminem stał się najlepiej sprzedającym artystą hip-hopowym wszech czasów i najlepiej sprzedającym się artystą dekady, ze sprzedanymi ponad 60 milionami albumów w USA. Na całym świecie jego albumy sprzedały się jak dotąd w nakładzie 220 milionów płyt, zaś w Polsce ponad 300 tys. Zdobył on sto cztery certyfikacji platynowych płyt z Recording Industry Association of America (RIAA). W dyskografii uwzględniono również teledyski i współpracę z innymi artystami.
W 1996 roku Eminem wydał swój pierwszy album Infinite przez wytwórnię Web Entertainment. Sprzedano około tysiąca egzemplarzy, ale nie znalazł się na krajowych listach przebojów. Po podpisaniu umowy z Interscope Records i Aftermath Entertainment raper wydał w 1999 roku swój drugi album The Slim Shady LP, który osiągnął drugie miejsce na liście Billboard 200 i otrzymał w Stanach Zjednoczonych od organizacji RIAA cztery certyfikaty platyny. W tym samym roku raper wraz z menedżerem Paulem Rosenbergiem założył wytwórnię płytową Shady Records. W kolejnym roku Eminem wydał swój trzeci album studyjny The Marshall Mathers LP, który sprzedał się w 1,76 mln egzemplarzy w pierwszym tygodniu dystrybucji, bijąc rekordy najszybciej sprzedającego się albumu hiphopowego wszech czasów oraz najszybciej sprzedającego się albumu solowego w Stanach Zjednoczonych. Z ponad dziesięcioma milionami sprzedanych egzemplarzy album stał się trzecią najlepiej sprzedającą się płytą tego roku w USA, gdzie zdobył również certyfikat dziewięciokrotnej platyny. „The Real Slim Shady”, singiel z tego albumu, stał się pierwszym utworem Eminema, który znalazł się w pierwszej dziesiątce Billboard Hot 100. „Stan” był największym przebojem poza Stanami Zjednoczonymi.
W 2002 roku czwarty album Eminema, The Eminem Show, zadebiutował jako numer jeden na liście Billboard 200 i osiągnął pierwsze miejsce na listach w skali międzynarodowej, ponieważ sprzedał się w ponad dziewiętnastu milionach egzemplarzy na całym świecie. W Stanach Zjednoczonych The Eminem Show był najlepiej sprzedającym się albumem roku (ze sprzedażą prawie dziesięciu milionów egzemplarzy). Album otrzymał w 2011 roku certyfikację diamentowej płyty RIAA. W tym samym roku utwór „Lose Yourself” ze ścieżki dźwiękowej filmu 8. Mila stał się pierwszym numerem jeden rapera na liście Hot 100 i utrzymywał się na szczycie przez dwanaście tygodni. Piosenka dotarła na szczyt różnych krajowych rankingów na całym świecie. Soundtrack 8. Mile O.S.T. osiągnął pozycję numer jeden w Stanach Zjednoczonych, gdzie sprzedał się w ponad czterech milionach egzemplarzy (i dziewięciu milionach egzemplarzy na całym świecie).
W 2004 roku piąty album Eminema Encore stał się trzecim z rzędu albumem rapera, który osiągnął numer jeden w USA, Australii, Kanadzie, Nowej Zelandii i Wielkiej Brytanii. Sprzedaż była jednak znacznie mniejsza niż dwóch poprzednich albumów studyjnych, z ponad pięcioma milionami sprzedanych egzemplarzy w Stanach Zjednoczonych, a jedenastoma milionami na całym świecie. Wiele sukcesów singli z Encore pochodziło z Wielkiej Brytanii, gdzie „Just Lose It” i „Like Toy Soldiers” dotarły na szczyt UK Singles Chart i dwa inne utwory, „Mockingbird” i „Ass Like That”, osiągnęły pozycję numer cztery. Eminem wydał w 2005 r. kompilację największych przebojów pt. Curtain Call: The Hits, który sprzedał się w blisko trzech milionach kopii w USA i otrzymał podwójną platynę od RIAA. W następnym roku raper wydał Eminem Presents: The Re-Up, kompilację w wykonaniu różnych artystów związanych z wytwórnią Eminema Shady Records. Album otrzymał certyfikat platyny od RIAA w 2007 roku i sprzedał się w Stanach Zjednoczonych w nieco ponad milionie egzemplarzy.
W 2009 roku utwór „Crack a Bottle”, stworzony przy współpracy z kolegami z wytwórni Dr. Dre i 50 Centem, stał się numerem dwa na liście Hot 100 i pobił rekord otwarcia sprzedaży w tygodniu w Stanach Zjednoczonych, z 418 tys. egzemplarzy sprzedanych w pierwszym tygodniu. Po ponad czteroletniej przerwie ukazał się szósty album studyjny Eminema, Relapse, który był czwartym z kolei albumem na szczycie list w Australii, Kanadzie, Nowej Zelandii, Wielkiej Brytanii i USA, jak również różnych rankingów na całym świecie, z krajową sprzedażą ponad dwóch milionów egzemplarzy. W następnym roku Eminem wydał Recovery, siódmy album studyjny, który zadebiutował jako numer jeden na liście Billboard 200 i osiągnął pierwsze miejsce na listach międzynarodowych. Single z Recovery, „Not Afraid” oraz „Love the Way You Lie” z gościnnym udziałem Rihanny, zostały numerami trzy i cztery na liście Hot 100. Ten ostatni znalazł się również na pierwszym miejscu różnych krajowych rankingów na całym świecie. W styczniu 2011 roku Eminem został zidentyfikowany jako pierwszy artysta w historii Nielsen SoundScan, który pod koniec roku ma na swoim koncie dwa najlepiej sprzedające się albumy. W Stanach Zjednoczonych sprzedał ponad 33 mln utworów w wersji cyfrowej. W Kanadzie uznano go za najlepszego artystę 2010 roku, ponieważ sprzedał w tym kraju ponad 530 tys. albumów.
W 2010 roku albumy „The Marshall Mathers LP” i „The Eminem Show”, w 2011 singiel „Love The Way You Lie” i w 2014 „Not Afraid” zdobyły diamentową płytę (ponad 10 milinów egzemplarzy sprzedanych w USA), dzięki czemu stał się pierwszym artystą, który posiada po dwa diamentowe albumy i single. Raper w 2013 roku wydał 8 studyjny album The Marshall Mathers LP 2. Album zadebiutował na 1. miejscu Billboard 200. Obecnie jest pokryty poczwórną platyną. W 2014 roku wydał kompilację Shady XV. 25 grudnia 2017 roku wydał swój dziewiąty studyjny album pt. Revival, po raz kolejny osiągając numer 1 na liście Billboard 200.

## Albumy

### Albumy solowe
| Rok                                                     | Dane dot. albumu | Najwyższe pozycje na listach | Najwyższe pozycje na listach | Najwyższe pozycje na listach | Najwyższe pozycje na listach | Najwyższe pozycje na listach | Najwyższe pozycje na listach | Najwyższe pozycje na listach | Najwyższe pozycje na listach | Najwyższe pozycje na listach | Najwyższe pozycje na listach | Najwyższe pozycje na listach | Najwyższe pozycje na listach | Sprzedaż                                            | Certyfikaty |
| Rok                                                     | Dane dot. albumu | POL                          | US                           | US Hiphop                    | AUS                          | AUT                          | CAN                          | DAN                          | FRA                          | GER                          | NZL                          | SWI                          | UK                           | Sprzedaż                                            | Certyfikaty |
| ------------------------------------------------------- | --- | ---------------------------- | ---------------------------- | ---------------------------- | ---------------------------- | ---------------------------- | ---------------------------- | ---------------------------- | ---------------------------- | ---------------------------- | ---------------------------- | ---------------------------- | ---------------------------- | --------------------------------------------------- | --- |
| 1996                                                    | Infinite - Wydany: 12 listopada 1996 - Wytwórnia: Web - Format: CC, LP                                                                                      | –                            | –                            | –                            | –                            | –                            | –                            | –                            | –                            | –                            | –                            | –                            | –                            | - US: 1.000                                         | |
| 1999                                                    | The Slim Shady LP - Wydany: 23 lutego 1999 (90287) - Wytwórnia: Aftermath, Interscope, Web - Format: CC, CD, LP, digital download                           | –                            | 2                            | 1                            | 49                           | 12                           | 9                            | 20                           | 52                           | 51                           | 23                           | 25                           | 12                           | - Świat: 18.100.000 - US: 5.433.000                 | - AUS: platyna - CAN: 2× platyna - EUR: platyna - HOL: złoto - NZL: złoto - RPA: złoto - SWI: złoto - UK: 3× platyna - US: 4× platyna |
| 2000                                                    | The Marshall Mathers LP - Wydany: 23 maja 2000 (490629) - Wytwórnia: Aftermath, Interscope - Format: CC, CD, LP, digital download                           | 9                            | 1                            | 1                            | 1                            | 1                            | 1                            | 2                            | 2                            | 3                            | 1                            | 2                            | 1                            | - Świat: 32.000.000 - POL: 100.000 - US: 12.500.000 | - ARG: złoto - AUS: 4× platyna - AUT: platyna - BEL: 2x platyna - BRA: złoto - CAN: 8× platyna - DAN: 2x platyna - FIN: platyna - FRA: 2× platyna - GER: 2× platyna - GRE: złoto - HUN: złoto - MEX: platyna - HOL: platyna - NZL: 5× platyna - NOR: 2x platyna - POL: platyna - RPA: 2x platyna - SPA: platyna - SWI: 4× platyna - UK: 8× platyna - US: diament                                  |
| 2002                                                    | The Eminem Show - Wydany: 4 czerwca 2002 (493290) - Wytwórnia: Shady, Aftermath, Interscope - Format: CC, CD, LP, digital download                          | 7                            | 1                            | 1                            | 1                            | 1                            | 1                            | 2                            | 2                            | 1                            | 1                            | 1                            | 1                            | - Świat: 27.400.000 - POL: 50.000 - US: 11.300.000  | - ARG: platyna - AUS: 8× platyna - AUT: 2× platyna - BEL: platyna - BRA: złoto - CAN: diament - DAN: 2x platyna - FIN: 2x platyna - FRA: 2× platyna - GER: 2× platyna - GRE: platyna - HOK: złoto - HUN: 2x platyna - MEX: złoto - HOL: platyna - NZL: 8× platyna - NOR: platyna - POL: złoto - POR: platyna - RPA: 2x platyna - SPA: 2x platyna - SWI: 3× platyna - UK: 5× platyna - US: diament |
| 2004                                                    | Encore - Wydany: 12 listopada 2004 (000377172) - Wytwórnia: Shady, Aftermath, Interscope - Format: CC, CD, LP, digital download                             | 9                            | 1                            | 1                            | 1                            | 2                            | 1                            | 2                            | 1                            | 1                            | 1                            | 1                            | 1                            | - Świat: 21.000.000 - POL: 20.000 - US: 5.343.000   | - ARG: złoto - AUS: 8× platyna - AUT: platyna - BEL: złoto - DAN: platyna - FIN: złoto - FRA: 2× złoto - GER: platyna - GRE: złoto - HOK: złoto - IRL: 5× platyna - NZL: 5× platyna - JAP: platyna - MEX: złoto - NOR: platyna - POL: złoto - POR: srebro - RUS: platyna - RPA: platyna - SPA: złoto - SZW: złoto - SWI: platyna - UK: 4× platyna - US: 5× platyna                                |
| 2009                                                    | Relapse - Wydany: 19 maja 2009 (001286302) - Wytwórnia: Shady, Aftermath, Interscope - Format: CD, LP, digital download                                     | 1                            | 1                            | 1                            | 1                            | 2                            | 1                            | 1                            | 1                            | 2                            | 1                            | 2                            | 1                            | - Świat: 7.500.000 - US: 2.363.000                  | - AUS: platyna - AUT: złoto - BEL: złoto - GCC: złoto - FRA: złoto - GER: złoto - IRL: 2x platyna - ITL: złoto - JAP: złoto - NZL: platyna - RUS: złoto - RPA: złoto - SWI: platyna - UK: platyna - US: 4× platyna |
| 2010                                                    | Recovery - Wydany: 18 czerwca 2010 (2739452) - Wytwórnia: Shady, Aftermath, Interscope - Format: CD, LP, digital download                                   | 2                            | 1                            | 1                            | 1                            | 1                            | 1                            | 1                            | 2                            | 2                            | 1                            | 1                            | 1                            | - Świat: 11.200.000 - POL: 40.000 - US: 4.590.000   | - AUS: 3× platyna - AUT: platyna - BEL: złoto - CAN: platyna - DAN: 2x platyna - FRA: platyna - GER: platyna - IRL: 3x platyna - ITL: platyna - JAP: złoto - NZL: platyna - POL: 2x platyna - RUS: platyna - RPA: platyna - SZW: platyna - SWI: platyna - UK: 2× platyna - US: 6× platyna |
| 2013                                                    | The Marshall Mathers LP 2 - Wydany: 5 listopada 2013 (13922214) - Wytwórnia: Shady, Aftermath, Interscope - Format: CD, LP, digital download                | 2                            | 1                            | 1                            | 1                            | 1                            | 1                            | 1                            | 2                            | 1                            | 1                            | 1                            | 1                            | - Świat: 7.500.000 - POL: 40.000 - US: 2.200.000    | - AUS: 2× platyna - AUT: platyna - BEL: złoto - CAN: 4× platyna - EUR: platyna - DAN: platyna - FRA: platyna - GER: platyna - IRL: platyna - ITL: złoto - MEX: złoto - NZL: platyna - POL: 2x platyna - SZW: platyna - SWI: platyna - UK: 2x platyna - US: 4x platyna |
| 2017                                                    | Revival - Wydany: 15 grudnia 2017 (25117325) - Wytwórnia: Shady, Aftermath, Interscope - Format: CD, LP, digital download                                   | 17                           | 1                            | 1                            | 1                            | 1                            | 3                            | 3                            | 13                           | 2                            | 3                            | 1                            | 1                            | - Świat: 1.000.000 - US: 320.000                    | - AUT: złoto - CAN: platyna - DAN: platyna - FRA: złoto - GER: złoto - ITL: złoto - NZL: złoto - NOR: platyna - UK: platyna - US: złoto - POL: złoto |
| 2018                                                    | Kamikaze - Wydany: 31 sierpnia 2018 - Wytwórnia: Shady, Aftermath, Interscope - Format: CC, CD, LP, digital download                                        | 3                            | 1                            | 1                            | 1                            | 1                            | 1                            | 1                            | 6                            | 2                            | 1                            | 1                            | 1                            | - Świat: 1.100.000+ - US: 493.000+                  | - AUS: platyna - DAN: platyna - FRA: złoto - ITL: złoto - NZL: platyna - NOR: złoto - UK: platyna - US: platyna - POL: platyna |
| 2020                                                    | Music to Be Murdered By - Wydany: 17 stycznia 2020 - Wytwórnia: Shady, Aftermath, Interscope - Format: CC, CD, LP, digital download                         | 5                            | 1                            | 1                            | 1                            | 1                            | 1                            | 1                            | 4                            | 2                            | 1                            | 1                            | 1                            | - US: 259.000+                                      | - CAN: platyna - DAN: złoto - NZL: złoto - UK: złoto - US: złoto - POL: platyna |
| 2024                                                    | The Death of Slim Shady (Coup De Grâce) - Wydany: 12 lipca 2024 - Wytwórnia: Aftermath, Interscope, Shady - Format: CC, CD, LP, digital download, streaming |                              |                              |                              |                              |                              |                              |                              |                              |                              |                              |                              |                              |                                                     | - POL: złoto |
| „–” oznacza, że album nie był notowany na danej liście. | |                              |                              |                              |                              |                              |                              |                              |                              |                              |                              |                              |                              |                                                     | |

### Kompilacje
| Rok                                                     | Dane dot. albumu | Najwyższe pozycje na listach | Najwyższe pozycje na listach | Najwyższe pozycje na listach | Najwyższe pozycje na listach | Najwyższe pozycje na listach | Najwyższe pozycje na listach | Najwyższe pozycje na listach | Najwyższe pozycje na listach | Najwyższe pozycje na listach | Najwyższe pozycje na listach | Najwyższe pozycje na listach | Najwyższe pozycje na listach | Sprzedaż                            | Certyfikaty |
| Rok                                                     | Dane dot. albumu | POL                          | US                           | US Hiphop                    | AUS                          | AUT                          | CAN                          | DAN                          | FRA                          | GER                          | NZL                          | SWI                          | UK                           | Sprzedaż                            | Certyfikaty |
| ------------------------------------------------------- | --- | ---------------------------- | ---------------------------- | ---------------------------- | ---------------------------- | ---------------------------- | ---------------------------- | ---------------------------- | ---------------------------- | ---------------------------- | ---------------------------- | ---------------------------- | ---------------------------- | ----------------------------------- | --- |
| 2002                                                    | 8 Mile - Wydany: 29 października 2002 (493508) - Wytwórnia: Interscope, Shady - Format: CC, CD, LP, digital download                | 2                            | 1                            | 1                            | 1                            | 2                            | 1                            | 1                            | 6                            | 1                            | 1                            | 3                            | 1                            | - Świat: 11.000.000 - US: 4.900.000 | - AUS: 4× platyna - BEL: złoto - CAN: 5× platyna - DAN: platyna - EUR: 2x platyna - FIN: złoto - FRA: złoto - GRE: platyna - HUN: złoto - NZL: 4× platyna - SPA: platyna - SZW: złoto - SWI: platyna - UK: 2x platyna - US: 4× platyna                                                     |
| 2005                                                    | Curtain Call: The Hits - Wydany: 6 grudnia 2005 (5881) - Wytwórnia: Aftermath, Interscope, Shady - Format: CD, LP, digital download | 35                           | 1                            | 1                            | 1                            | 5                            | 1                            | 1                            | 141                          | 7                            | 1                            | 5                            | 1                            | - Świat: 13.000.000 - US: 3.778.000 | - AUS: 6× platyna - AUT: złoto - BRA: złoto - CAN: 5× platyna - DAN: 5x platyna - EUR: 3x platyna - FRA: platyna - GRE: złoto - HNK: złoto - IRL: 7x platyna - ITL: złoto - JAP: 2x platyna - NZL: 4× platyna - UK: 5× platyna - SZW: złoto - SWI: złoto - UK: 6x platyna - US: 7× platyna |
| 2006                                                    | Eminem Presents: The Re-Up - Wydany: 5 grudnia 2006 (8502) - Wytwórnia: Interscope, Shady - Format: CD, LP, digital download        | 38                           | 2                            | 2                            | 17                           | 12                           | 2                            | 25                           | 41                           | 15                           | 1                            | 9                            | 3                            | - Świat: 2.200.000 - US: 1.051.000  | - AUS: złoto - NZL: 4× platyna - RUS: platyna - RPA: złoto - SWI: złoto - US: platyna |
| 2014                                                    | Shady XV - Wydany: 24 listopada 2014 (162495) - Wytwórnia: Shady, Interscope - Format: CD, digital download                         | 38                           | 3                            | 1                            | 1                            | 13                           | 1                            | 75                           | 32                           | 75                           | 20                           | 7                            | 5                            | - Świat: 400.000 - US: 290.000      | - US: złoto |
| „–” oznacza, że album nie był notowany na danej liście. | |                              |                              |                              |                              |                              |                              |                              |                              |                              |                              |                              |                              |                                     | |

### Video albumy
| Rok                                                     | Dane dot. albumu                                                                                                | Najwyższe pozycje na listach | Najwyższe pozycje na listach | Najwyższe pozycje na listach | Sprzedaż           | Certyfikaty                                                               |
| Rok                                                     | Dane dot. albumu                                                                                                | US Video                     | AUS DVD                      | JAP DVD                      | Sprzedaż           | Certyfikaty                                                               |
| ------------------------------------------------------- | --- | ---------------------------- | ---------------------------- | ---------------------------- | ------------------ | ------------------------------------------------------------------------- |
| 2000                                                    | The Up in Smoke Tour - Wydany: 5 grudnia 2000 - Wytwórnia: RED Distribution, Eagle Rock - Format: DVD, UMD, VHS | 1                            | 1                            | –                            | - Świat: 7.500.000 | - AUS: 7x platyna - FRA: 2x platyna - GER: złoto - US: 6× platyna         |
| 2000                                                    | E - Wydany: 12 grudnia 2000 - Wytwórnia: Aftermath, Interscope, PolyGram Video - Format: DVD, VHS               | 5                            | –                            | 63                           | - Świat: 2.750.000 | - AUS: platyna - CAN: platyna - FRA: złoto - UK: 2x platyna - US: platyna |
| 2002                                                    | All Access Europe - Wydany: 18 czerwca 2002 - Wytwórnia: Interscope - Format: DVD, VHS                          | 1                            | 1                            | 93                           | - Świat: 2.000.000 | - AUS: 2× platyna - UK: platyna - US: platyna                             |
| 2005                                                    | Eminem Presents: The Anger Management Tour - Wydany: 28 czerwca 2005 - Wytwórnia: Interscope - Format: DVD      | 2                            | 5                            | 20                           | - Świat: 750.000   | - AUS: złoto - FRA: 2x platyna - UK: złoto                                |
| „–” oznacza, że album nie był notowany na danej liście. | |                              |                              |                              |                    |                                                                           |

### Minialbumy
| Rok  | Dane dot. albumu                                                                           |
| ---- | ------------------------------------------------------------------------------------------ |
| 1997 | The Slim Shady EP - Wydany: 6 grudnia 1997 - Wytwórnia: Web Entertainment - Format: CC, CD |

## Single

### Solowe
| Rok                                                       | Tytuł                                                    | Najwyższe pozycje na listach | Najwyższe pozycje na listach | Najwyższe pozycje na listach | Najwyższe pozycje na listach | Najwyższe pozycje na listach | Najwyższe pozycje na listach | Najwyższe pozycje na listach | Najwyższe pozycje na listach | Najwyższe pozycje na listach | Najwyższe pozycje na listach | Certyfikaty | Album                                   |
| Rok                                                       | Tytuł                                                    | POL                          | US                           | AUS                          | AUT                          | CAN                          | FRA                          | GER                          | NZL                          | SWI                          | UK                           | Certyfikaty | Album                                   |
| --------------------------------------------------------- | -------------------------------------------------------- | ---------------------------- | ---------------------------- | ---------------------------- | ---------------------------- | ---------------------------- | ---------------------------- | ---------------------------- | ---------------------------- | ---------------------------- | ---------------------------- | --- | --------------------------------------- |
| 1997                                                      | „Just Don't Give a Fuck”                                 | –                            | –                            | –                            | –                            | –                            | –                            | –                            | –                            | –                            | –                            | | The Slim Shady LP                       |
| 1999                                                      | „My Name Is”                                             | –                            | 36                           | 13                           | 24                           | 38                           | 68                           | 37                           | 4                            | 29                           | 2                            | - UK: platyna | The Slim Shady LP                       |
| 1999                                                      | „Role Model”                                             | –                            | –                            | –                            | –                            | –                            | –                            | –                            | –                            | –                            | –                            | | The Slim Shady LP                       |
| 1999                                                      | „Guilty Conscience” (gościnnie Dr. Dre)                  | –                            | –                            | –                            | –                            | –                            | 97                           | 40                           | –                            | –                            | 5                            | - UK: srebro | The Slim Shady LP                       |
| 2000                                                      | „The Real Slim Shady”                                    | –                            | 4                            | 1                            | 3                            | 1                            | 6                            | 2                            | 1                            | 2                            | 1                            | - AUT: złoto - BEL: złoto - CAN: 2x platyna - FRA: złoto - GER: złoto - ITL: złoto - NOR: złoto - SWI: platyna - SZW: złoto - UK: platyna | The Marshall Mathers LP                 |
| 2000                                                      | „The Way I Am”                                           | –                            | 58                           | 34                           | 11                           | –                            | –                            | 19                           | –                            | 19                           | 8                            | - UK: srebro - SZW: złoto | The Marshall Mathers LP                 |
| 2000                                                      | „Stan” (gościnnie Dido)                                  | 21                           | 51                           | 1                            | 1                            | –                            | 4                            | 1                            | 14                           | 1                            | 1                            | - AUS: 2× platyna - AUT: złoto - BEL: platyna - FRA: platyna - GER: platyna - HOL: złoto - SWI: złoto - SZW: złoto - UK: platyna - US: 2x platyna | The Marshall Mathers LP                 |
| 2002                                                      | „Without Me”                                             | –                            | 2                            | 1                            | 1                            | 4                            | 3                            | 1                            | 1                            | 1                            | 1                            | - AUS: 3× platyna - AUT: platyna - BEL: platyna - FRA: złoto - GER: złoto - ITL: platyna - NZL: 4× platyna - NOR: 2x platyna - SWI: platyna - SZW: platyna - UK: platyna - US: złoto                                                                                      | The Eminem Show                         |
| 2002                                                      | „Cleanin’ Out My Closet”                                 | –                            | 4                            | 3                            | 5                            | –                            | 20                           | 4                            | 5                            | 5                            | 4                            | - AUS: platyna - NZL: złoto - SZW: złoto - UK: platyna | The Eminem Show                         |
| 2002                                                      | „Lose Yourself”                                          | 1                            | 1                            | 1                            | 1                            | 1                            | 3                            | 1                            | 1                            | 1                            | 1                            | - AUS: 7× platyna - AUT: platyna - BEL: platyna - CAN: 6x platyna - DAN: platyna - FIN: złoto - FRA: złoto - GER: złoto - GRE: złoto - ITL: 2x platyna - JAP: 3x platyna - NZL: 2x platyna - NOR: platyna - SWI: platyna - SZW: platyna - UK: 2x platyna - US: 5× platyna | 8 Mile                                  |
| 2003                                                      | „Superman” (gościnnie Dina Rae)                          | –                            | 15                           | –                            | –                            | –                            | –                            | –                            | 42                           | –                            | –                            | | The Eminem Show                         |
| 2003                                                      | „Sing for the Moment”                                    | –                            | 14                           | 5                            | 7                            | 2                            | 28                           | 5                            | 5                            | 8                            | 6                            | - AUS: platyna - UK: platyna | The Eminem Show                         |
| 2003                                                      | „Business”                                               | –                            | –                            | 4                            | 22                           | –                            | –                            | 15                           | 14                           | –                            | 6                            | - AUS: złoto | The Eminem Show                         |
| 2004                                                      | „Just Lose It”                                           | –                            | 6                            | 1                            | 4                            | –                            | 7                            | 2                            | 1                            | 1                            | 1                            | - AUS: platyna - DAN: platyna - NZL: platyna - NOR: złoto - UK: srebro - US: złoto | Encore                                  |
| 2004                                                      | „Encore” (gościnnie Dr. Dre & 50 Cent)                   | –                            | 25                           | –                            | –                            | –                            | –                            | –                            | –                            | –                            | –                            | | Encore                                  |
| 2005                                                      | „Like Toy Soldiers”                                      | –                            | 34                           | 4                            | 8                            | –                            | 34                           | 8                            | 2                            | 3                            | 1                            | - AUS: złoto - UK: złoto - US: złoto | Encore                                  |
| 2005                                                      | „Mockingbird”                                            | –                            | 11                           | 9                            | 18                           | –                            | –                            | 15                           | 8                            | 14                           | 4                            | - AUS: złoto - ITL: złoto - UK: srebro - US: złoto | Encore                                  |
| 2005                                                      | „Ass like That”                                          | –                            | 60                           | 10                           | 27                           | –                            | –                            | 31                           | 9                            | 25                           | 4                            | - AUS: złoto | Encore                                  |
| 2005                                                      | „When I’m Gone”                                          | –                            | 8                            | 1                            | 7                            | –                            | –                            | 6                            | 2                            | 7                            | 4                            | - AUS: złoto - NZL: złoto - UK: złoto | Curtain Call: The Hits                  |
| 2006                                                      | „Shake That” (gościnnie Nate Dogg)                       | –                            | 6                            | –                            | –                            | –                            | –                            | –                            | –                            | –                            | –                            | - SZW: złoto | Curtain Call: The Hits                  |
| 2006                                                      | „You Don’t Know” (z 50 Centem, Lloydem Banks & Cashisem) | –                            | 12                           | –                            | –                            | –                            | –                            | –                            | –                            | –                            | 32                           | | Eminem Presents: The Re-Up              |
| 2006                                                      | „Jimmy Crack Corn” (z 50 Centem)                         | –                            | –                            | –                            | –                            | –                            | –                            | –                            | –                            | –                            | –                            | | Eminem Presents: The Re-Up              |
| 2009                                                      | „Crack a Bottle” (gościnnie Dr. Dre & 50 Cent)           | –                            | 1                            | 18                           | 41                           | 1                            | –                            | –                            | 6                            | 4                            | 3                            | - AUS: platyna - UK: srebro | Relapse                                 |
| 2009                                                      | „We Made You”                                            | –                            | 9                            | 1                            | 6                            | 6                            | 11                           | 8                            | 1                            | 4                            | 4                            | - AUS: 2x platyna - NZL: złoto - UK: srebro - US: 3x platyna | Relapse                                 |
| 2009                                                      | „3 a.m.”                                                 | –                            | 32                           | 38                           | –                            | 24                           | –                            | –                            | –                            | –                            | 56                           | | Relapse                                 |
| 2009                                                      | „Old Time’s Sake” (gościnnie Dr. Dre)                    | –                            | 25                           | 76                           | –                            | 14                           | –                            | –                            | –                            | –                            | 61                           | | Relapse                                 |
| 2009                                                      | „Beautiful”                                              | –                            | 17                           | 33                           | 11                           | 8                            | –                            | 39                           | 4                            | 8                            | 12                           | - NZL: złoto - UK: srebro | Relapse                                 |
| 2010                                                      | „Not Afraid”                                             | 4                            | 1                            | 4                            | 5                            | 1                            | 97                           | 9                            | 8                            | 2                            | 5                            | - AUS: 5× platyna - DAN: złoto - ITL: platyna - NZL: platyna - SWI: platyna - UK: platyna - US: diament | Recovery                                |
| 2010                                                      | „Love the Way You Lie” (gościnnie Rihanna)               | 1                            | 1                            | 1                            | 1                            | 1                            | 1                            | 1                            | 1                            | 1                            | 1                            | - AUS: diament - BEL: złoto - DAN: platyna - GER: 2x platyna - ITL: platyna - JAP: złoto - NZL: 2x platyna - ROS: 3x platyna - SPA: platyna - SWI: 3× platyna - UK: 2x platyna - US: (11x) diament                                                                        | Recovery                                |
| 2010                                                      | „No Love” (gościnnie Lil Wayne)                          | 3                            | 23                           | 21                           | 26                           | 24                           | –                            | 17                           | 22                           | 39                           | 33                           | - AUS: złoto - UK: srebro - US: platyna | Recovery                                |
| 2011                                                      | „Space Bound”                                            | 5                            | –                            | 51                           | –                            | –                            | –                            | –                            | –                            | –                            | 34                           | - UK: srebro - US: złoto | Recovery                                |
| 2013                                                      | „Berzerk”                                                | –                            | 3                            | 5                            | 22                           | 2                            | 10                           | 10                           | 12                           | 9                            | 2                            | - AUS: platyna - CAN: 2x platyna - UK: srebro - US: platyna | The Marshall Mathers LP 2               |
| 2013                                                      | „Survival”                                               | –                            | 16                           | 18                           | 29                           | 6                            | 19                           | 20                           | 13                           | 13                           | 22                           | - UK: srebro | The Marshall Mathers LP 2               |
| 2013                                                      | „Rap God”                                                | –                            | 7                            | 15                           | 45                           | 5                            | 23                           | 33                           | 4                            | 31                           | 5                            | - AUS: platyna - DAN: złoto - CAN: platyna - ITL: platyna - UK: złoto - US: 3x platyna | The Marshall Mathers LP 2               |
| 2013                                                      | „The Monster” (gościnnie Rihanna)                        | 1                            | 1                            | 1                            | 6                            | 1                            | 1                            | 3                            | 1                            | 1                            | 1                            | - AUS: 5× platyna - BEL: złoto - CAN: 2× platyna - DAN: 3x platyna - GER: 2x platyna - ITL: 2x platyna - MEX: platyna - NZL: 2× platyna - SWI: platyna - SZW: 5x platyna - UK: platyna - US: 4x platyna - VEN: platyna                                                    | The Marshall Mathers LP 2               |
| 2014                                                      | „Headlights” (gościnnie Nate Ruess)                      | –                            | 45                           | 21                           | 99                           | 54                           | –                            | 60                           | –                            | –                            | 63                           | - AUS: platyna | The Marshall Mathers LP 2               |
| 2017                                                      | „Walk on Water” (gościnnie Beyoncé)                      | –                            | 10                           | 10                           | 13                           | 16                           | 8                            | 16                           | 7                            | 5                            | 7                            | - CAN: platyna - ITL: złoto - SZW: złoto - UK: srebro | Revival                                 |
| 2017                                                      | „River” (gościnnie Ed Sheeran)                           | 9                            | 5                            | 2                            | 1                            | 3                            | 23                           | 2                            | 3                            | 1                            | 1                            | - AUS: 3x platyna - AUT: platyna - BEL: platyna - BRA: złoto - CAN: platyna - DAN: platyna - GER: złoto - FRA: złoto - ITL: platyna - NOR: platyna - NZL: platyna - POL: platyna - POR: złoto - SZW: 2x platyna - UK: platyna                                             | Revival                                 |
| 2018                                                      | „Fall”                                                   | –                            | 12                           | 22                           | –                            | 4                            | 15                           | 37                           | 9                            | 7                            | 8                            | - AUS: złoto - CAN: złoto - UK: srebro | Kamikaze                                |
| 2018                                                      | „Killshot”                                               | –                            | 3                            | 11                           | 42                           | 1                            | –                            | 81                           | 6                            | 23                           | 13                           | - AUS: platyna - UK: srebro | Singiel niealbumowy                     |
| 2018                                                      | „Venom”                                                  | –                            | 21                           | 25                           | 39                           | 15                           | 55                           | 77                           | 32                           | 64                           | 16                           | - AUS: złoto - ITL: złoto - UK: srebro - POL: platyna | Kamikaze                                |
| 2018                                                      | „Lucky You” (gościnnie Joyner Lucas)                     | –                            | 5                            | 4                            | 13                           | 3                            | 31                           | 19                           | 2                            | 2                            | 5                            | - AUS: złoto - CAN: platyna - ITL: złoto - NZL: złoto - UK: srebro - US: platyna | Kamikaze                                |
| 2020                                                      | „Darkness”                                               | –                            | 28                           | 32                           | 31                           | 10                           | 91                           | 47                           | 35                           | 58                           | 17                           | | Music to Be Murdered By                 |
| 2020                                                      | „Godzilla” (gościnnie Juice Wrld)                        | –                            | 3                            | 3                            | 6                            | 3                            | 45                           | 16                           | 2                            | 7                            | 1                            | - AUS: 2x platyna - CAN: 2x platyna - DAN: złoto - ITL: złoto - NZL: złoto - POR: złoto - UK: platyna - POL: 3x platyna | Music to Be Murdered By                 |
| 2022                                                      | „The King And I” (gościnnie CeeLo Green)                 | -                            | -                            | -                            | -                            | -                            | -                            | -                            | -                            | -                            | -                            | | Curtain Call 2                          |
| 2022                                                      | „From The D 2 The LBC” (gościnnie Snoop Dogg)            | -                            | -                            | -                            | -                            | -                            | -                            | -                            | -                            | -                            | -                            | | Curtain Call 2                          |
| 2024                                                      | „Houdini”                                                |                              |                              |                              |                              |                              |                              |                              |                              |                              |                              | - POL: 2× platyna | The Death of Slim Shady (Coup de Grâce) |
| 2024                                                      | „Tobey” (gościnnie Big Sean, Baby Tron)                  |                              |                              |                              |                              |                              |                              |                              |                              |                              |                              | | The Death of Slim Shady (Coup de Grâce) |
| „–” oznacza, że singiel nie był notowany na danej liście. |                                                          |                              |                              |                              |                              |                              |                              |                              |                              |                              |                              | |                                         |

### Gościnne notowane utwory
| Rok                                                       | Tytuł                                                        | Najwyższe pozycje na listach | Najwyższe pozycje na listach | Najwyższe pozycje na listach | Najwyższe pozycje na listach | Najwyższe pozycje na listach | Najwyższe pozycje na listach | Najwyższe pozycje na listach | Najwyższe pozycje na listach | Najwyższe pozycje na listach | Najwyższe pozycje na listach | Certyfikaty | Album                       |
| Rok                                                       | Tytuł                                                        | POL                          | US                           | AUS                          | AUT                          | CAN                          | FRA                          | GER                          | NZL                          | SWI                          | UK                           | Certyfikaty | Album                       |
| --------------------------------------------------------- | ------------------------------------------------------------ | ---------------------------- | ---------------------------- | ---------------------------- | ---------------------------- | ---------------------------- | ---------------------------- | ---------------------------- | ---------------------------- | ---------------------------- | ---------------------------- | --- | --------------------------- |
| 2000                                                      | „Forgot About Dre” (Dr. Dre gościnnie Eminem)                | –                            | 25                           | –                            | –                            | –                            | 37                           | 41                           | 26                           | 29                           | 7                            | - UK: złoto | 2001                        |
| 2006                                                      | „Smack That” (Akon gościnnie Eminem)                         | –                            | 2                            | 2                            | 3                            | –                            | 3                            | 5                            | 1                            | 3                            | 1                            | - AUS: platyna - BEL: platyna - BRA: platyna - CAN: brylant - NZL: platyna - SZW: platyna - UK: platyna - US: 3× platyna | Konvicted                   |
| 2009                                                      | „Forever” (Drake gościnnie Kanye West, Lil Wayne and Eminem) | –                            | 8                            | 99                           | –                            | 26                           | 68                           | –                            | –                            | –                            | 42                           | - UK: srebro | More Than a Game            |
| 2009                                                      | „Drop the World” (Lil Wayne gościnnie Eminem)                | –                            | 18                           | 56                           | –                            | 24                           | –                            | –                            | –                            | –                            | 51                           | - UK: srebro - US: 4× platyna                                                                                            | Rebirth                     |
| 2011                                                      | „I Need a Doctor” (Dr. Dre gościnnie Eminem and Skylar Grey) | –                            | 4                            | 12                           | 47                           | 8                            | 33                           | 25                           | 23                           | 56                           | 8                            | - AUS: 2× platyna - UK: srebro - US: 2× platyna                                                                          | Singiel niealbumowy         |
| 2012                                                      | „My Life” (50 Cent gościnnie Eminem and Adam Levine)         | –                            | 27                           | 28                           | 52                           | 14                           | 68                           | 52                           | 34                           | –                            | 2                            | - AUS: platyna - UK: srebro                                                                                              | Singiel niealbumowy         |
| 2012                                                      | „C’mon Let Me Ride” (Skylar Grey featuring Eminem)           | 3                            | –                            | –                            | 97                           | 84                           | –                            | –                            | 22                           | –                            | –                            | | Don’t Look Down             |
| 2015                                                      | „Best Friend” (Yelawolf gościnnie Eminem)                    | –                            | 36                           | 3                            | 23                           | 51                           | –                            | –                            | 9                            | –                            | –                            | | Love Story                  |
| 2017                                                      | „No Favors” (Big Sean gościnnie Eminem)                      | –                            | 22                           | 77                           | –                            | 34                           | –                            | –                            | 2                            | –                            | 56                           | - US: złoto | I Decided.                  |
| 2017                                                      | „Revenge” (Pink gościnnie Eminem)                            | –                            | 101                          | 21                           | 52                           | 63                           | 97                           | 84                           | 30                           | 40                           | 33                           | - AUS: złoto | Beautiful Traum             |
| 2019                                                      | „Remember the Name” (Ed Sheeran gościnnie 50 Cent i Eminem)  | –                            | 57                           | 15                           | –                            | 4                            | 10                           | 20                           | –                            | –                            | –                            | - CAN: złoto | No.6 Collaborations Project |
| „–” oznacza, że singiel nie był notowany na danej liście. |                                                              |                              |                              |                              |                              |                              |                              |                              |                              |                              |                              | |                             |

### Pozostałe występy gościnne
| Rok  | Tytuł                              | Wykonawcy                                                                                            | Album                                                                |
| ---- | ---------------------------------- | --- | -------------------------------------------------------------------- |
| 1998 | „Trife Thieves”                    | Bizarre, Fuzz Scoota                                                                                 | Attack of the Weirdos                                                |
| 1998 | „We Shine”                         | Da Ruckus                                                                                            | Da Ruckus, Episode 1                                                 |
| 1998 | „Fuck Off”                         | Kid Rock                                                                                             | Devil Without a Cause                                                |
| 1998 | „Green and Gold”                   | The Anonymous                                                                                        | Green & Gold                                                         |
| 1999 | „Hustlers & Hardcore”              | Feel-X                                                                                               | Behind the Doors of the 13th Floor                                   |
| 1999 | „Any Man”                          | – | Soundbombing II                                                      |
| 1999 | „The Anthem”                       | Chino XL, Kool G Rap, KRS-One, Jayo Felony, Pharoahe Monch, RZA, Sway & King Tech, Tech N9ne, Xzibit | This or That                                                         |
| 1999 | „Get You Mad”                      | Sway & King Tech                                                                                     | This or That & DJ Hero: Renegade Edition                             |
| 1999 | „Bad Guys Always Die”              | Dr. Dre                                                                                              | Wild Wild West & DJ Hero: Renegade Edition                           |
| 1999 | „Busa Rhyme”                       | Missy Elliott                                                                                        | Da Real World                                                        |
| 1999 | „The Last Hit”                     | The High & Mighty                                                                                    | Home Field Advantage                                                 |
| 1999 | „Stir Crazy”                       | The Madd Rapper                                                                                      | Tell 'Em Why U Madd                                                  |
| 1999 | „Bad Influence”                    | – | End of Days                                                          |
| 1999 | „What’s the Difference”            | Dr. Dre, Xzibit                                                                                      | 2001                                                                 |
| 1999 | „Murder, Murder” (Remix)           | – | Next Friday                                                          |
| 1999 | „If I Get Locked Up”               | Dr. Dre                                                                                              | The Tunnel                                                           |
| 2000 | „Rush Ya Clique”                   | Outsidaz                                                                                             | Night Life                                                           |
| 2000 | „Watch Deez”                       | Thirstin Howl III                                                                                    | Skillosopher & Skilligan’s Island                                    |
| 2000 | „Get Back”                         | D12                                                                                                  | The Piece Maker                                                      |
| 2000 | „Hellbound” (H&H Remix)            | J. Black, Masta Ace                                                                                  | Game Over                                                            |
| 2000 | „3 6 5”                            | Skam                                                                                                 | Restaurant: ... It Ain’t Always on the Menu & Fat Beats Volume Three |
| 2000 | „Off the Wall”                     | Redman                                                                                               | Nutty Professor II: The Klumps                                       |
| 2000 | „Desperados”                       | Bugz, Proof                                                                                          | Kill the DJ                                                          |
| 2000 | „What If I Was White”              | Sticky Fingaz                                                                                        | Black Trash: The Autobiography of Kirk Jones                         |
| 2000 | „Words Are Weapons”                | Funkmaster Flex                                                                                      | The Mix Tape, Volume 4: 60 Minutes of Funk                           |
| 2000 | „Don’t Approach Me”                | Xzibit                                                                                               | Restless                                                             |
| 2000 | „What the Beat”                    | Method Man, Royce da 5’9”                                                                            | The Professional, Pt. 2                                              |
| 2001 | „Renagade”                         | Jay-Z                                                                                                | The Blueprint                                                        |
| 2002 | „My Name”                          | Xzibit, Nate Dogg                                                                                    | Man vs. Machine                                                      |
| 2002 | „Rock City”                        | Royce da 5’9”                                                                                        | Rock City (Version 2.0)                                              |
| 2003 | „Patiently Waiting”                | 50 Cent                                                                                              | Get Rich or Die Tryin’                                               |
| 2003 | „Don’t Push Me”                    | 50 Cent, Lloyd Banks                                                                                 | Get Rich or Die Tryin’                                               |
| 2003 | „Go to Sleep”                      | DMX, Obie Trice                                                                                      | Cradle 2 the Grave                                                   |
| 2003 | „Lady”                             | Obie Trice                                                                                           | Cheers                                                               |
| 2003 | „Shit Hits the Fan”                | Dr. Dre, Obie Trice                                                                                  | Cheers                                                               |
| 2003 | „We All Die One Day”               | 50 Cent, Obie Trice, Lloyd Banks, Tony Yayo                                                          | Cheers                                                               |
| 2003 | „Hands on You”                     | Obie Trice                                                                                           | Cheers                                                               |
| 2003 | „Outro”                            | D12, Obie Trice                                                                                      | Cheers                                                               |
| 2003 | „911”                              | Boo-Yaa T.R.I.B.E., B-Real                                                                           | West Koastra Nostra                                                  |
| 2003 | „One Day at a Time (Em’s Version)” | 2Pac, Outlawz                                                                                        | Tupac: Ressurection                                                  |
| 2003 | „Freestyle”                        | – | The Streetsweeper Vol. 1                                             |
| 2004 | „I’m Gone”                         | Obie Trice                                                                                           | The Streetsweeper Vol. 2: The Pain from the Game                     |
| 2004 | „Welcome to D-Block”               | D-Block                                                                                              | Kiss of Death                                                        |
| 2004 | „Warrior, Pt. 2”                   | 50 Cent, Lloyd Banks, Nate Dogg                                                                      | The Hunger for More                                                  |
| 2004 | „Soldier Like Me”                  | 2Pac                                                                                                 | Loyal to the Game                                                    |
| 2004 | „Black Cotton”                     | 2Pac, Kastro, Young Noble                                                                            | Loyal to the Game                                                    |
| 2005 | „We Ain’t”                         | The Game                                                                                             | The Documentary                                                      |
| 2005 | „Gatman and Robbin”                | 50 Cent                                                                                              | The Massacre                                                         |
| 2005 | „My Ballz”                         | D12                                                                                                  | The Longest Yard                                                     |
| 2005 | „Lean Back” (Remix)                | Fat Joe, Lil Jon, Mase, Remy Ma                                                                      | All or Nothing                                                       |
| 2005 | „Hip Hop”                          | Bizarre                                                                                              | Hannicap Circus                                                      |
| 2005 | „Drama Setter”                     | Obie Trice, Tony Yayo                                                                                | Thoughts of a Predicate Felon                                        |
| 2005 | „Pimplikeness”                     | D12                                                                                                  | Searching for Jerry Garcia                                           |
| 2005 | „Off to Tijuana”                   | D12, Hush                                                                                            | Bulletproof                                                          |
| 2005 | „It Has Been Said”                 | The Notorious B.I.G., Obie Trice, Puff Diddy                                                         | Duets: The Final Chapter                                             |
| 2005 | „Welcome 2 Detroit”                | Trick-Trick                                                                                          | The People vs.                                                       |
| 2005 | „No More to Say”                   | Proof, Trick-Trick                                                                                   | The People vs.                                                       |
| 2006 | „I’ll Hurt You”                    | Busta Rhymes                                                                                         | –                                                                    |
| 2006 | „There They Go”                    | Obie Trice, Big Herk                                                                                 | Second Round’s on Me                                                 |
| 2006 | „Smack That”                       | Akon                                                                                                 | Konvicted                                                            |
| 2007 | „Pistol Poppin'”                   | Ca$his                                                                                               | The County Hound EP                                                  |
| 2007 | „TouchDown”                        | T.I.                                                                                                 | T.I. vs T.I.P.                                                       |
| 2007 | „Peep Show”                        | 50 Cent                                                                                              | Curtis                                                               |
| 2008 | „Who Want It”                      | Trick-Trick                                                                                          | The Villain                                                          |
| 2009 | „Chemical Warfare”                 | The Alchemist                                                                                        | Chemical Warfare                                                     |
| 2009 | „Forever”                          | Drake, Kanye West, Lil Wayne                                                                         | Music Inspired by More Than a Game                                   |
| 2009 | „Psycho”                           | 50 Cent                                                                                              | Before I Self Destruct                                               |
| 2010 | „Drop the World”                   | Lil Wayne                                                                                            | Rebirth                                                              |
| 2010 | „Airplanes, Part II”               | B.o.B, Hayley Williams                                                                               | B.o.B Presents: The Adventures of Bobby Ray                          |
| 2010 | „Love the Way You Lie (Part II)”   | Rihanna                                                                                              | Loud                                                                 |
| 2010 | „Roman’s Revenge”                  | Nicki Minaj                                                                                          | Pink Friday                                                          |
| 2010 | „Celebrity”                        | Lloyd Banks, Akon                                                                                    | non-album song                                                       |
| 2010 | „Where I’m At”                     | Lloyd Banks                                                                                          | The Hunger for More 2                                                |
| 2010 | „That’s All She Wrote”             | T.I.                                                                                                 | No Mercy                                                             |
| 2011 | „Hello Good Morning (Remix)”       | Diddy-Dirty Money                                                                                    | –                                                                    |
| 2011 | „I Need a Doctor”                  | Dr. Dre, Skylar Grey                                                                                 | Detox                                                                |
| 2011 | „Die Hard”                         | Dr. Dre                                                                                              | Detox                                                                |
| 2012 | „Our House”                        | Slaughterhouse, Skylar Grey                                                                          | Welcome to: Our House                                                |
| 2012 | „Throw That”                       | Slaughterhouse                                                                                       | Welcome to: Our House                                                |
| 2012 | „My Life”                          | 50 Cent, Adam Levine                                                                                 | Street King Immortal                                                 |

## Teledyski
| Rok  | Tytuł                    | Reżyseria                                 |
| ---- | ------------------------ | ----------------------------------------- |
| 1997 | „Just Don’t Give a Fuck” | Darren Lavett                             |
| 1999 | „My Name Is”             | Dr. Dre, Phillip G. Atwell                |
| 1999 | „Guilty Conscience”      | Dr. Dre, Phillip G. Atwell                |
| 1999 | „Role Model”             | Dr. Dre, Phillip G. Atwell                |
| 2000 | „The Real Slim Shady”    | Dr. Dre, Phillip G. Atwell                |
| 2000 | „The Way I Am”           | Paul Hunter                               |
| 2000 | „Stan”                   | Dr. Dre, Phillip G. Atwell                |
| 2002 | „Without Me”             | Joseph Kahn                               |
| 2002 | „White America”          | Eminem                                    |
| 2002 | „Cleanin’ Out My Closet” | Dr. Dre, Phillip G. Atwell                |
| 2002 | „Lose Yourself”          | Eminem, Paul Rosenberg, Phillip G. Atwell |
| 2003 | „Superman”               | Paul Hunter                               |
| 2003 | „Sing for the Moment”    | Phillip G. Atwell                         |
| 2004 | „Mosh”                   | Ian Inaba                                 |
| 2004 | „Just Lose It”           | Phillip G. Atwell                         |
| 2004 | „Like Toy Soldiers”      | The Saline Project                        |
| 2005 | „Mockingbird”            | Eminem, Quig                              |
| 2005 | „Ass Like That”          | Phillip G. Atwell                         |
| 2005 | „When I’m Gone”          | Anthony Mandler                           |
| 2006 | „Shake That”             | Plates Animation                          |
| 2006 | „You Don’t Know”         | The Saline Project                        |
| 2009 | „We Made You”            | Joseph Kahn                               |
| 2009 | „3 a.m.”                 | Syndrome                                  |
| 2009 | „Crack a Bottle”         | Syndrome                                  |
| 2009 | „Beautiful”              | Anthony Mandler                           |
| 2010 | „Not Afraid”             | Rich Lee                                  |
| 2010 | „Love The Way You Lie”   | Joseph Kahn                               |
| 2010 | „No Love”                | Chris Robinson                            |
| 2011 | „Space Bound”            | Joseph Kahn                               |
| 2013 | „Berzerk”                | Syndrome                                  |
| 2013 | „Survival”               | —                                         |
| 2013 | „Rap God”                | Rich Lee                                  |
| 2013 | „The Monster”            | Rich Lee                                  |
| 2014 | „Headlights”             | Rich Lee                                  |
| 2014 | „Guts Over Fear”         |                                           |
| 2015 | „Phenomenal”             | Rich Lee                                  |
| 2017 | „Walk On Water”          | Rich Lee                                  |
| 2018 | „River”                  |                                           |
| 2018 | „Framed”                 |                                           |
| 2018 | „Fall”                   |                                           |
| 2018 | „Lucky You”              |                                           |
| 2020 | ,,Darkness''             |                                           |
| 2020 | ,,Godzilla''             | Cole Bennett                              |